# Selbitz (Elbtal)
Selbitz is een plaats en voormalige gemeente in de Duitse deelstaat Saksen-Anhalt, en maakt deel uit van de Landkreis Wittenberg.
Selbitz telt 413 inwoners.